# Лозьвінський
Лозьві́нський (рос. Лозьвинский) — селище у складі Івдельського міського округу Свердловської області.
Населення — 481 особа (2010, 711 у 2002).
Національний склад населення станом на 2002 рік: росіяни — 79 %.